# Kühlewein (Adelsgeschlecht)

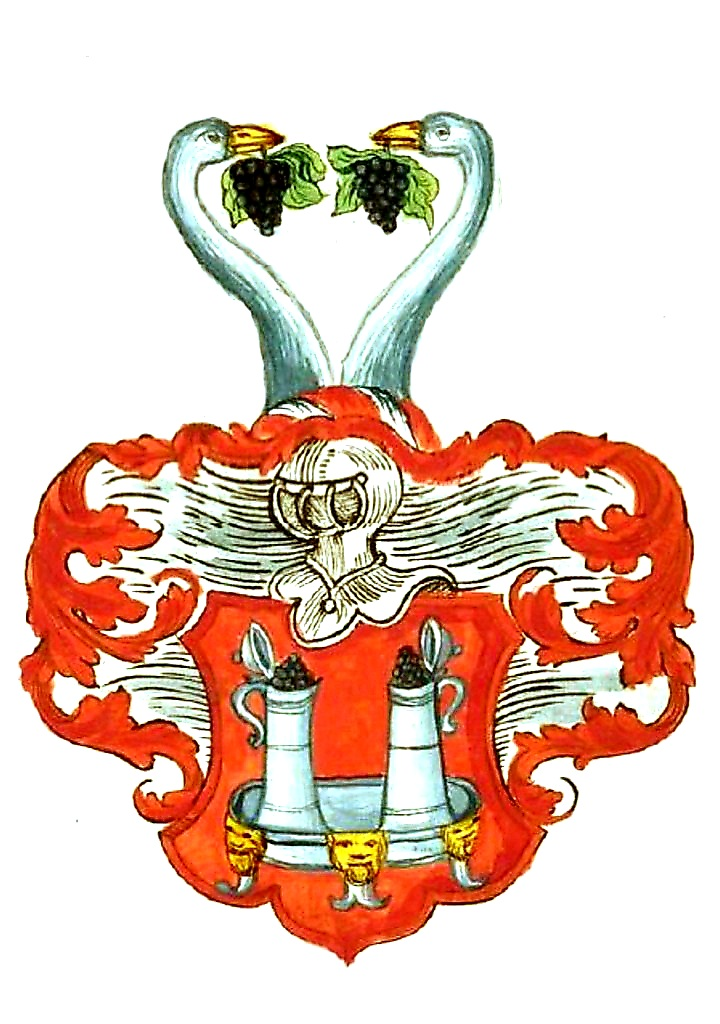
Stammwappen der Kühlewein (altkolorierte Federzeichnung)

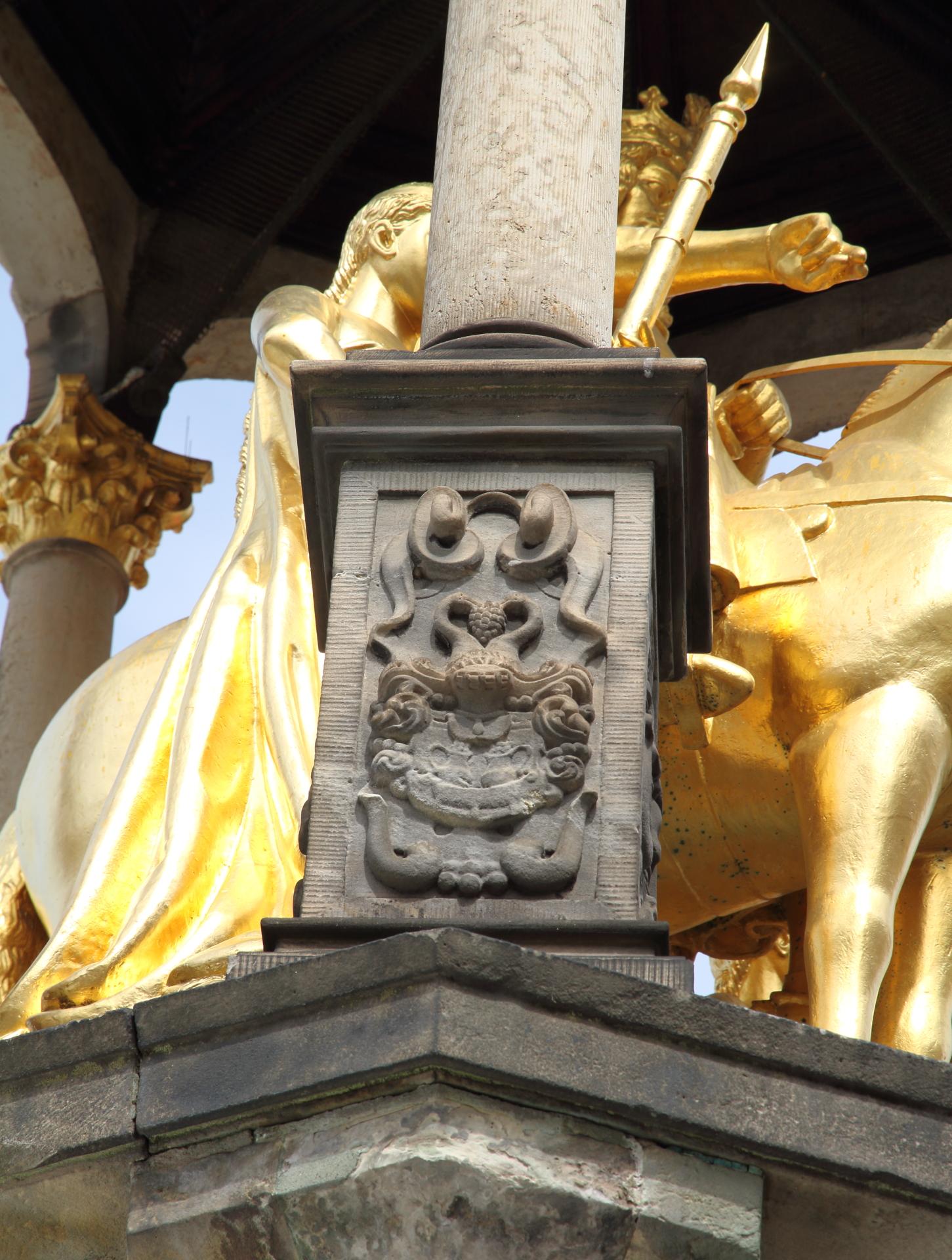
Kühlewein Wappen am Magdeburger Reiter

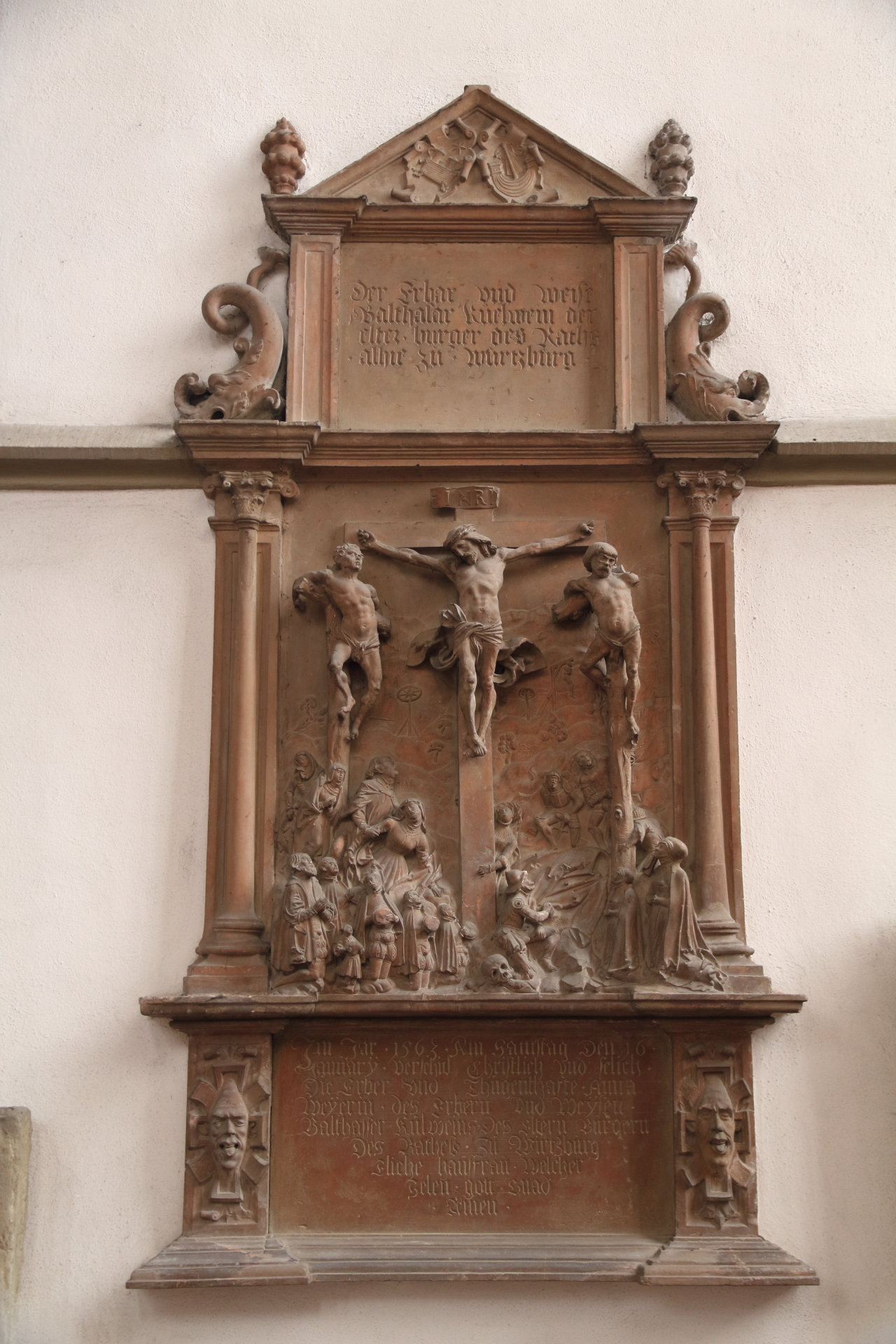
Epitaph von Balthasar Kühlewein (1505–1584) in der Marienkapelle zu Würzburg

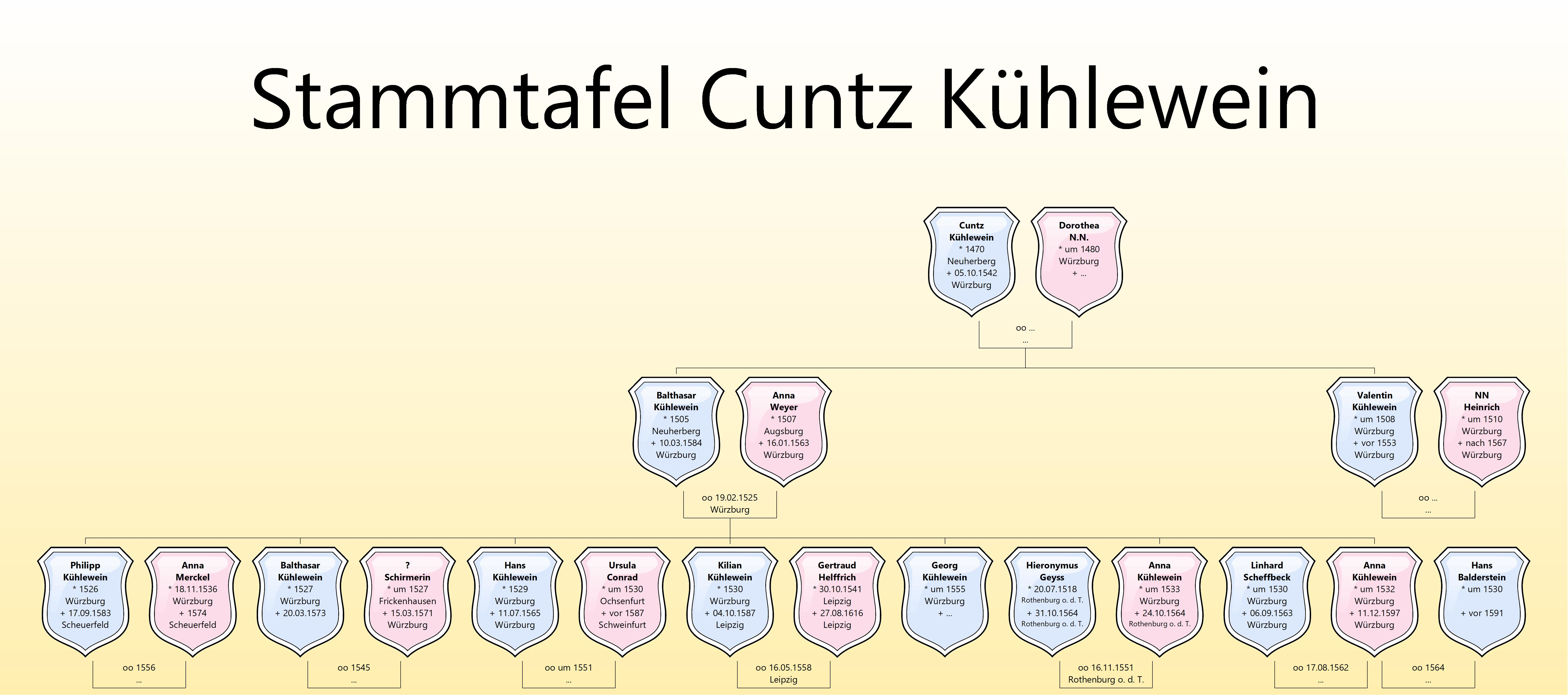
Stammtafel Cuntz Kühlewein (Ersteller: Matthias Katzer)

Die Familie von Kühlewein (auch: Kühlwein oder Kuhlwein) unterteilt sich in ein fränkisches, ausgestorbenes sächsisches und ein russisches, später preußisches Adelsgeschlecht.
Die Familie ist zu unterscheiden von den namensähnlichen, aber wappenverschiedenen Kuhlwein von Rathenow.

## Geschichte

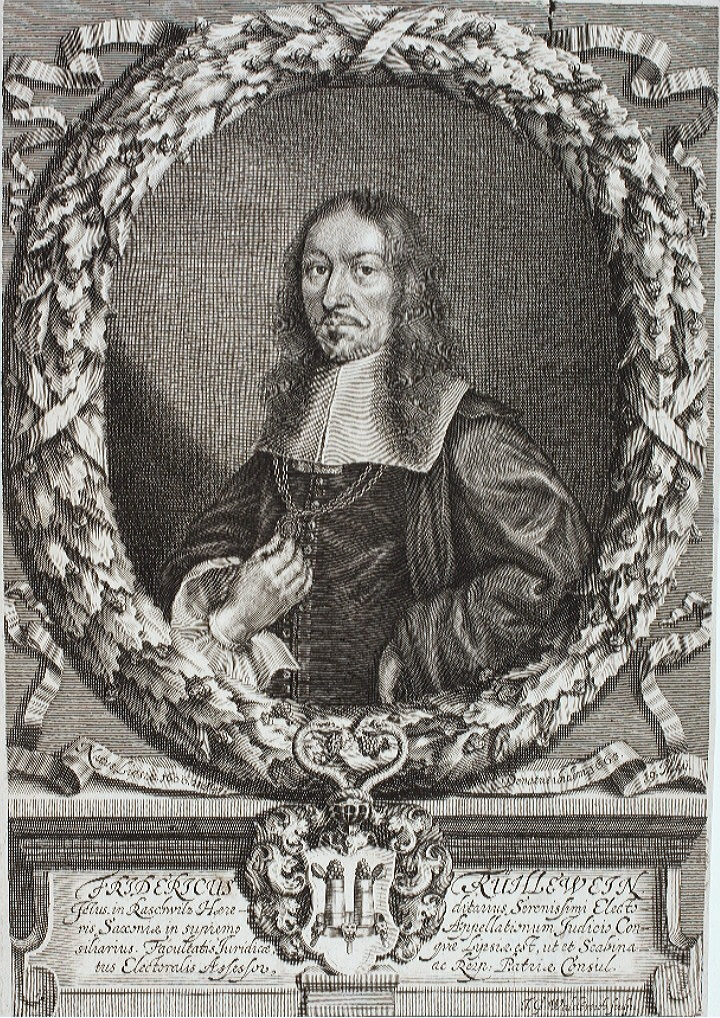
Friedrich Kühlewein (1606–1663), Bürgermeister von Leipzig, Stich von Johann Georg Waldreich

Im Jahr 1398 wird der Name Kühlewein in Franken und Thüringen nach Selbstauskunft durch die Familie in den von Cuno von Rodde herausgegebenen Familiengeschlechtlichen Blättern, Jahrgang 1909, erstmals erwähnt.
Die Familie Kühlewein geht zurück auf ein Ritter- und Adelsgeschlecht in Franken (Bayern). Stammvater ist Cuntz Kühlewein (1470–1542), Weinhändler und Gastwirt. Cuntz stammte von Neuherberg, wo er ein „Weinhus“ an einer Straßenkreuzung betrieben hat. Diese „neue Herberge“ war der Namensgeber um 1444 des Ortes. Der Name Kühlewein hat seinen Ursprung von „kühlem Wein“. Am 23. November 1505 wurde Cuntz Bürger von Würzburg. Sein Bruder Burkhard Kühlewein wurde am 9. Dezember 1498 Bürger zu Würzburg.

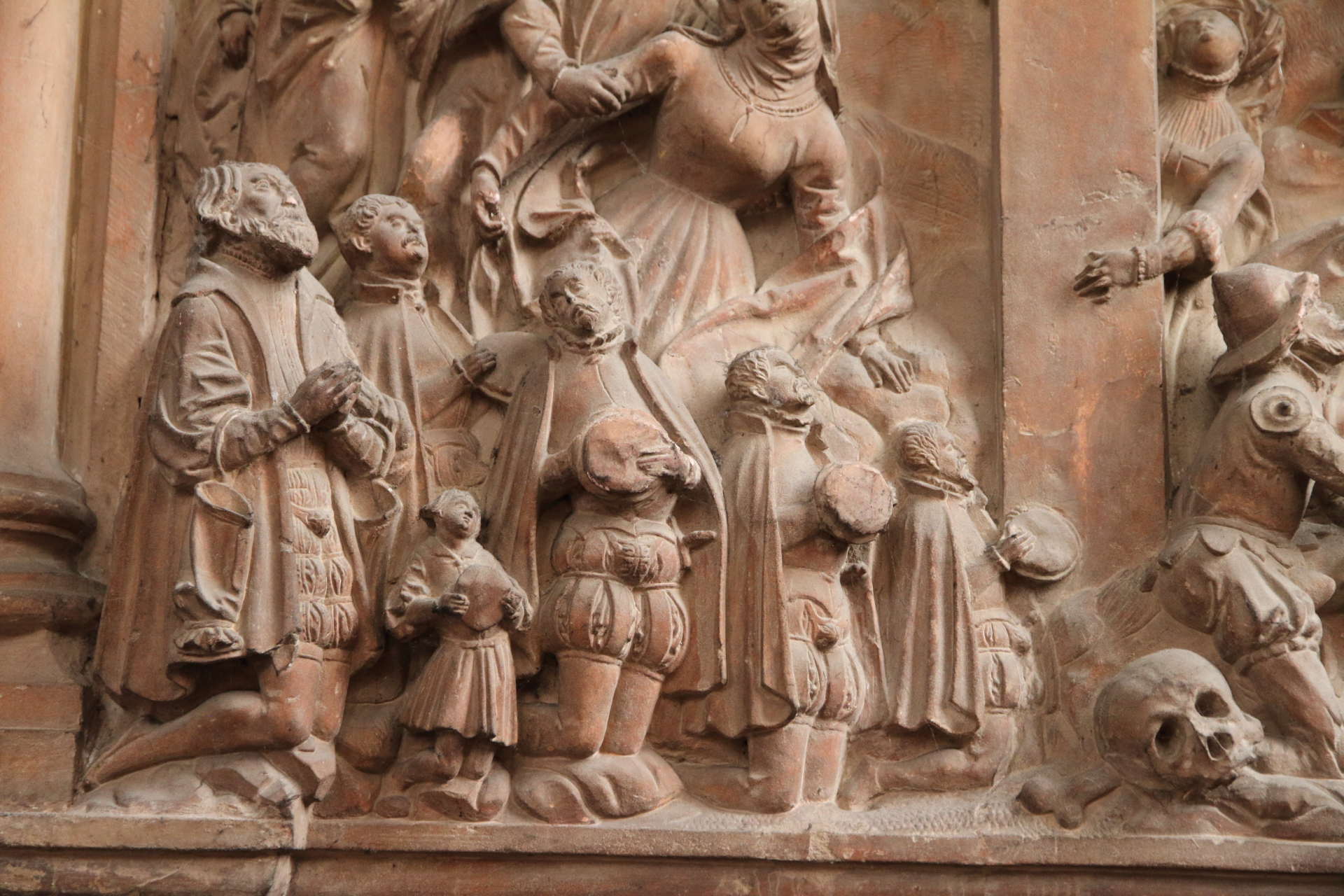
Balthasar Kühlewein (1505–1584) mit seinen Söhnen

Sein Sohn Balthasar Kühlewein (1505–1584) wurde am 28. November 1527 Bürger in Würzburg. Zunächst betätigte er sich als Fisch- und Weinhändler. Später wurde er Bürgermeister der Stadt und im Jahr 1564 war er der reichste Würzburger geworden. Am 14. August 1548 wurde er durch einen Wappenbrief von Kaiser Karl V. in den Adelsstand erhoben. Durch die vom Bischof von Würzburg betriebene Rekatholisierung wurde die vermögende protestantische Oberschicht mit gravierenden negativen Auswirkungen aus der Stadt vertrieben.
Daher begründete einer seiner Söhne, Kilian Kühlewein (1530–1587), die Leipziger Linie. Am 24. Juni 1558 wurde er dort Bürger. Vom Erbe seines Vaters kaufte er 1585 das Rittergut Wachau bei Leipzig. Er war Baumeister der Stadt Leipzig.
Sein Sohn Georg Kühlewein (1565–1600) heiratete 1592 in Naumburg an der Saale Gertrud von Hoff. Er war Kurfürstlicher Quästor auf dem Kloster St. Georg (Naumburg). Sein Sohn war Georg Kühlewein (1593–1656) der sich von 1630 bis 1656 zur Zeit des Dreißigjährigen Krieges als Bürgermeister in Magdeburg hervorgetan hat. Von dieser Zeit zeugt noch sein Epitaph in der Kirche St. Johannis und das Kühlewein-Wappen am Magdeburger Reiter.
Ein weiterer Sohn Kilians, Balthasar Kühlewein (1571–1616) war Stadtschreiber in Leipzig. Aus der Ehe mit Elisabeth Sieber (1587–1659) entstammt der promovierte Appellationsrat und Bürgermeister Dr. jur. Friedrich Kühlewein (1606–1663).
Durch die Heirat mit Rosina Vetzer (1614–1641) gelangte er in den Besitz von Auerbachs Hof in Leipzig. In der Zeit von 1641 bis 1781, 140 Jahre lang, war Auerbachs Hof und Keller im Besitz der Familie Kühlewein. Zusätzlich war er Erbherr auf Raschwitz, einem großen Gut und Herrenhaus bei Leipzig. Er hatte 13 Söhne und eine Tochter mit drei Ehefrauen.

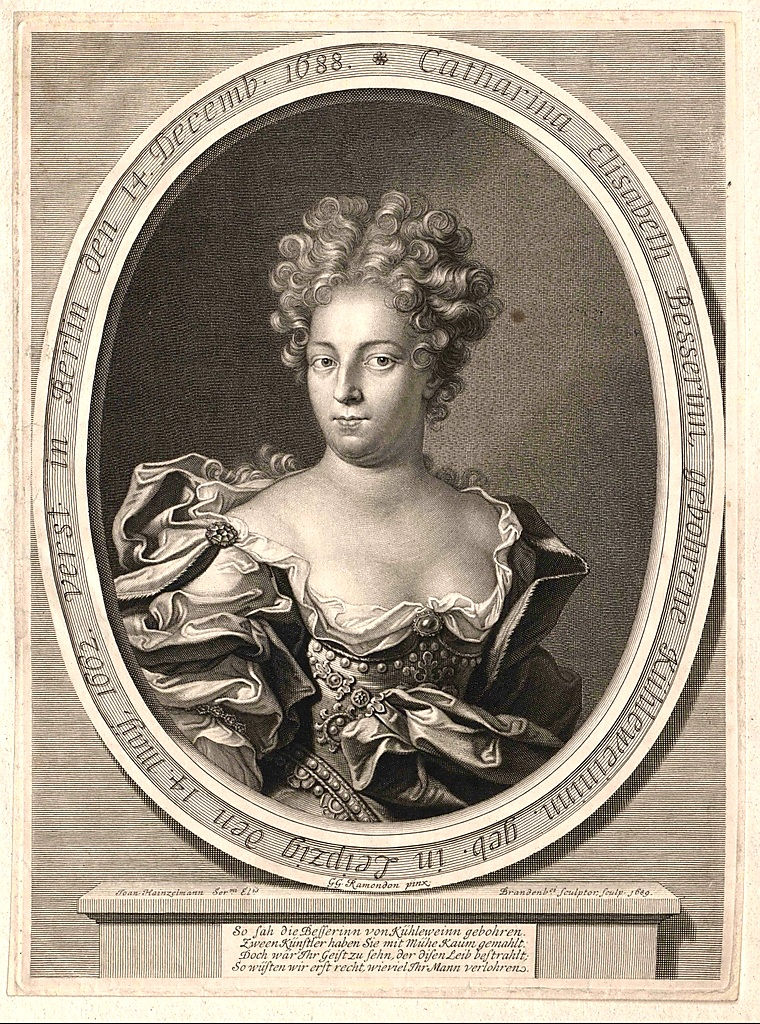
Catharina Elisabeth Besser, geb. Kühlewein (1662–1688), Tochter Friedrichs und Ehefrau des Johann von Besser, Stich von Johann Hainzelmann

Seine Tochter Catharina Elisabeth Kühlewein (1662–1688), die schöne Kühleweinin genannt, heiratete 1681 den Dichter und damaligen kurbrandenburgischen Legationsrat Johann Besser, der 1690 einen Adelsbrief erhielt und später am Hof Augusts des Starken lebte.
Der Legationsrat, nachmalige Geheime Kriegsrat Friedrich August von Kühlewein war mit Gertraud Friederike verheiratet, der Tochter des reichen Peter Hohmann (1663–1732), Handels- und Ratsherrn in Leipzig und Begründers des Adelsgeschlechts Hohenthal. Nach dem Tod ihres Vaters 1732 erhielt sie testamentarisch von ihrem Vater, der außer ihr als Tochter noch sieben Söhne hatte, 50.000 Taler. 1732 kaufte der Geheime Kriegsrat Friedrich August von Kühlewein das Rittergut Skassa. Als dieser 1748 starb, ging Skassa an dessen Sohn, den Amtshauptmann Friedrich August von Kühlewein über. Dieser besaß auch das Rittergut Raschwitz bei Leipzig und den Auerbachischen Hof in Leipzig. Testamentarisch hatte Kühlewein seine Ehefrau Augusta Charlotte geb. von Seidewitz als Universalerbin eingesetzt. Jedoch als er 1752 starb, erhoben seine Vettern, die beiden Brüder Friedrich Wilhelm von Kühlewein (ledig) und der königlich-preußische Regierungspräsident und Geheime Rat Philipp Ferdinand von Kühlewein zu Magdeburg (verheiratet mit NN von Arnim) Erbansprüche. Daraus entwickelte sich ein Fideikommissprozess.
Friedrich August erhielt am 24. April 1705 seinen Adel bestätigt und den rittermäßigen Reichsadelsstand neu verliehen. Im selben Zuge wurde sein Wappen gebessert. 1706 war Friedrich August königlich-polnischer und kurfürstlich-sächsisches Legationsrat und übernahm das Gut Raschwitz von Johann Philipp Kühlewein gemäß dessen Testament von 1679.
Hans Kühlewein aus Roßleben (geb. 11. Dezember 1661) gilt als Stammvater des russischen Erbadelsgeschlechts von Kühlewein, das am 31. Juli 1895 von Kaiser Wilhelm II. in den preußischen Adel aufgenommen wurde. Aus diesem Geschlecht stammt Carl von Kühlewein (1846–1916), ein Geheimer Regierungsrat und Direktor der Berliner Pferde-Eisenbahn AG. Er hinterlässt der Stadt Berlin eine Münzsammlung die heute auf der Museumsinsel in Berlin zu besichtigen ist.
Das preußische und fränkische Adelsgeschlecht ist im Jahr 2023 noch nicht ausgestorben. Die wenigen Nachfahren leben in Deutschland und Dänemark.
Eine aus Würzburg stammende noch lebende Linie entwickelte sich aus der Vertreibung der Protestanten von Würzburg über Balthasar Kühleweins Sohn Georg Philipp, der jedoch nicht von seiner Ehefrau Anna Weyer abstammt. Neidhardt von Thüngen war als Unterstützer der Protestanten bekannt und hatte gute Kontakte zu Götz von Berlichingen und Götz von Belsenberg. Er dürfte Georg Philipp Kühlewein geholfen haben sich um 1586 in Dörzbach niederzulassen. Ab ca. 1610 verlagerte sich der Wohnsitz wenige Kilometer weiter nach Steinbach bei Belsenberg, einer Gegend die damals vom Weinanbau geprägt war. Ein Georg Kühlewein (1637–1691) heiratete 1665 die aus einem schon 1390 bekannten Adelsgeschlecht stammende Eva, die Tochter des Georg Götz von Belsenberg. Familienmitglieder dieser Kühlewein-Linie wurden im Kirchenbuch als Junker bezeichnet.

## Besitzungen
- Haus „Zum Klingenberg“ in Würzburg ab ca. 1530
- Rittergut Wachau bei Leipzig (1585–1592 und 1637–1639)
- Auerbachs Hof in Leipzig (1641–1781)
- Rittergut und Herrenhaus Raschwitz bei Leipzig (ca. 1645 bis 1752)
- Gut und Herrenhaus Münchehofe und Birkholz (ab 1708)
- Rittergut Skassa bei Großenhain (1742–1748)
- Herrenhaus Naundorf (1742–1748)
- Dorf und Rittergut Groschendorf bei Mitau am Kummerower See (1837–1845)
- Rittergut Pieskow (1846–1859)

## Bekannte Vertreter
- Balthasar Kühlewein (1505–1584), Bürgermeister in Würzburg
- Georg Kühlewein (1593–1656), Bürgermeister in Magdeburg
- Dr. jur. Friedrich Kühlewein (1606–1663), Bürgermeister in Leipzig
- Friedrich August von Kühlewein (1722–1752), kursächsischer Amtshauptmann und Rittergutsbesitzer
- Philipp Ferdinand von Kühlewein (1692–1755), deutscher Regierungspräsident
- Dr. med. Jacob Heinrich Kühlewein (1765–1829), Leibmedicus von Kaiserin Maria Fjodorowna von Russland (Sophie Dorothee von Württemberg)
- Dr. med. Paul Eduard von Kühlewein (1798–1870), deutscher Arzt und Botaniker
- Gustav Friedrich von Kühlewein (1801–1867), preußischer Hofrat, Rittergutsbesitzer auf Pieskow
- Carl von Kühlewein (1846–1916), deutscher Unternehmer und Numismatiker
- Erwin Kühlewein (1915–1971), deutscher Unternehmer und Lurchi Texter (Salamander)

## Wappen
- Blasonierung des bürgerlichen redenden Wappens von 1551: Schild von Rot und Blau geteilt. Oben ein blauer Balken, unten in einer goldenen Schüssel (einem Weinkühler) zwei silberne Weinkannen, an der Mündung mit Trauben besteckt. Auf dem Helm zwei silberne Schlangen mit schwarzen Strichen gewunden und mit den Mäulern eine grüne Traube haltend. Die Helmdecken sind blau-rot.[4]

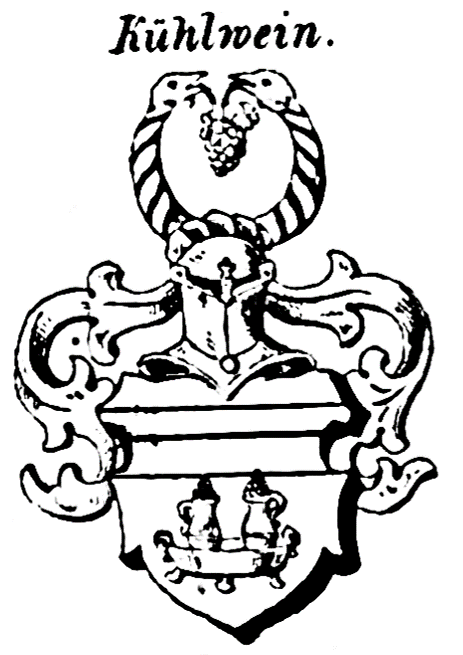
Bürgerliches Wappen der Kühlwein bei Johann Siebmacher (1857)
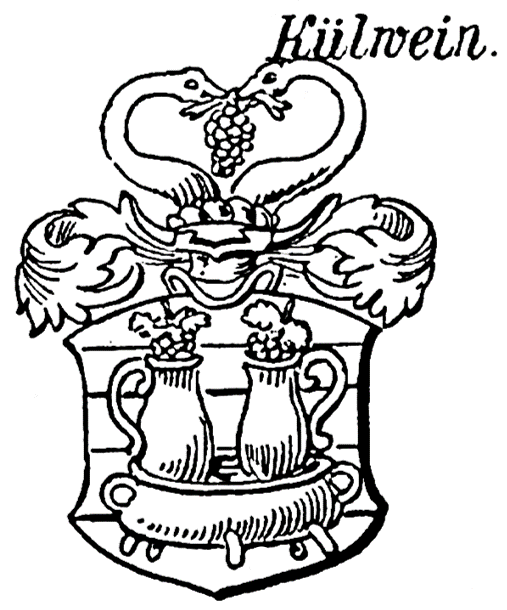
Bürgerliches Wappen der Kühlwein bei Johann Siebmacher (1909)

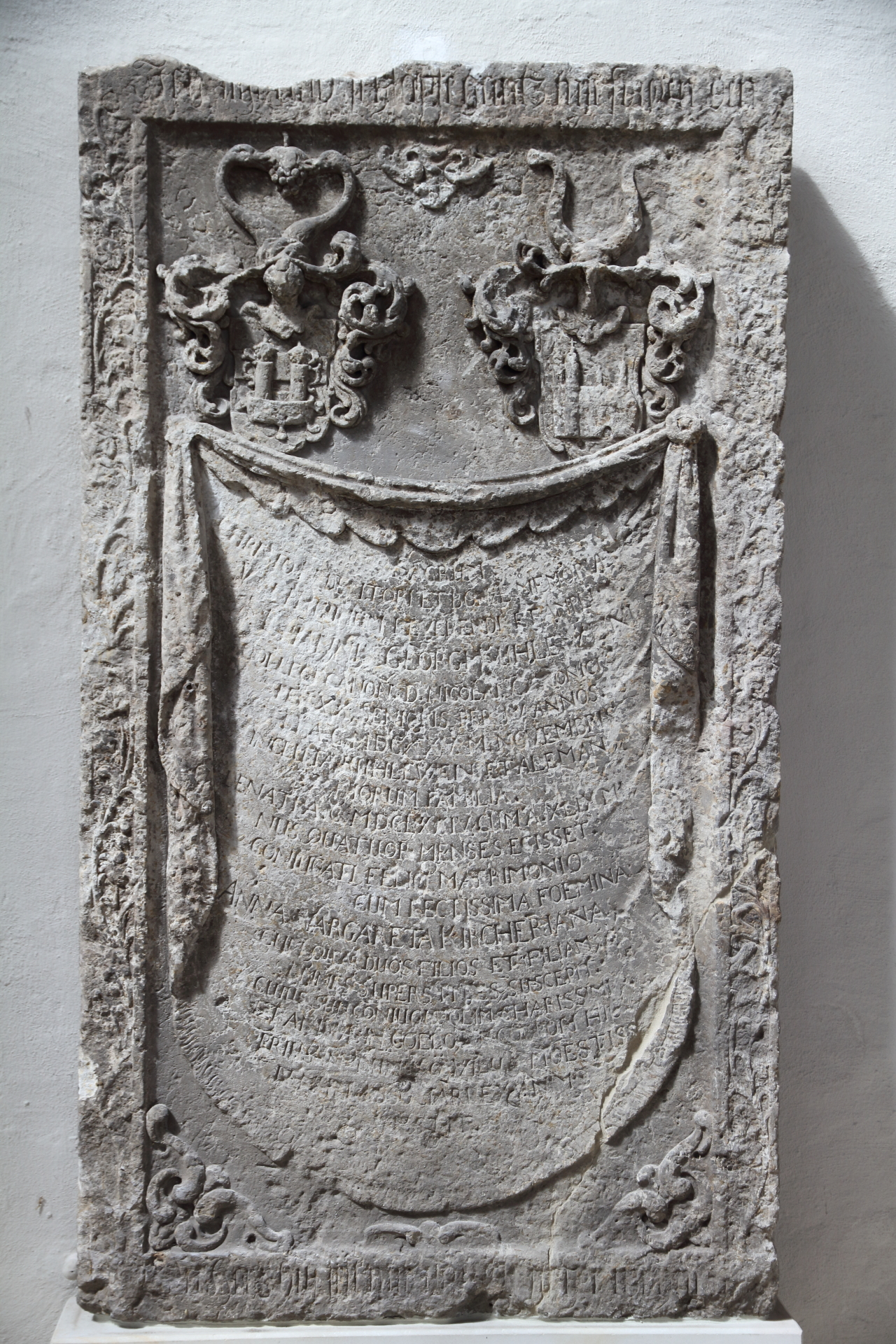
Epitaph von Georg Kühlewein (1593–1656) in der Kirche St. Johannis in Magdeburg

- Epitaph von Georg Kühlewein (1593–1656) in der Kirche St. Johannis in MagdeburgBlasonierung des adeligen Stammwappens von Anfang des 17. Jahrhunderts: In Rot zwischen zwei Balken, der obere blau, der untere golden, zwei silberne Krüge mit Weintrauben. Auf dem Helm zwei silberne Schwanenhälse, die mit ihren Schnäbeln eine grüne Traube halten. Die Helmdecken sind rot-blau. Abweichend wird der Schild auch mehrfach von blau und rot geteilt oder ungeteilt in Rot sowie mit einer goldenen Schüssel, in dem die Krüge stehen, dargestellt.

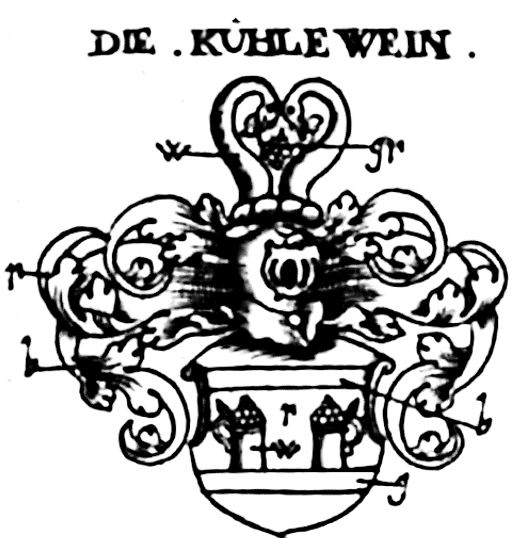
Wappen derer von Kühlewein bei Johann Siebmacher (1772)
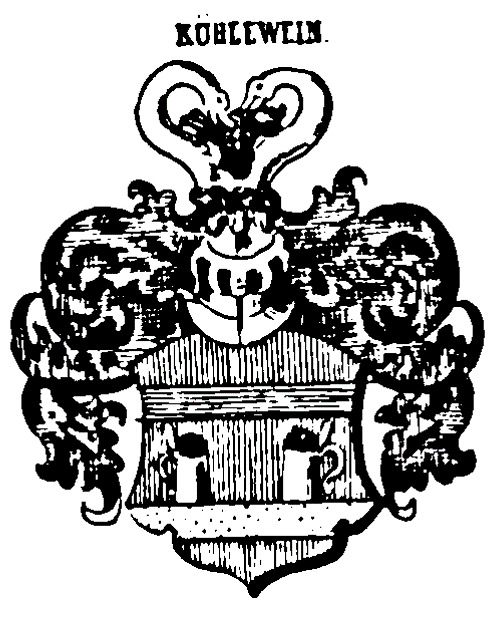
Wappen derer von Kühlewein bei Johann Siebmacher (1858)
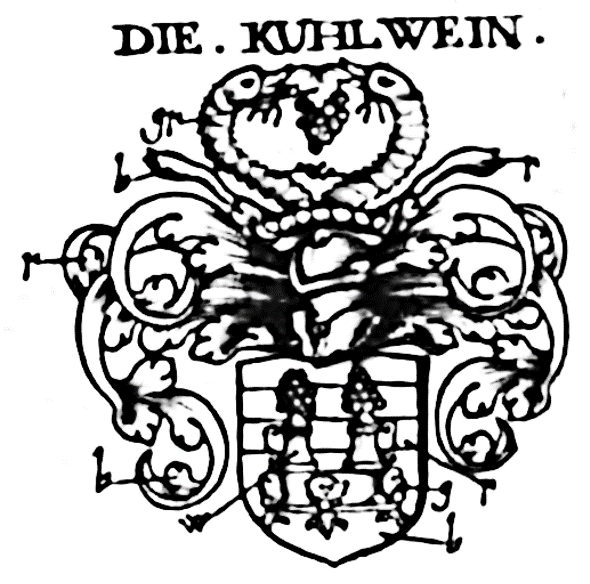
Alternative Darstellung des Wappens derer von „Kuhlwein“ unter den „Fränkischen“ bei Johann Siebmacher (1772)
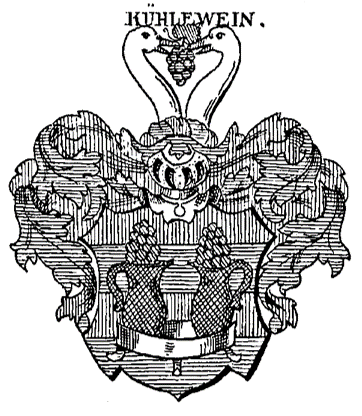
Alternative Darstellung des Wappens derer von Kühlewein bei Johann Siebmacher (1878)
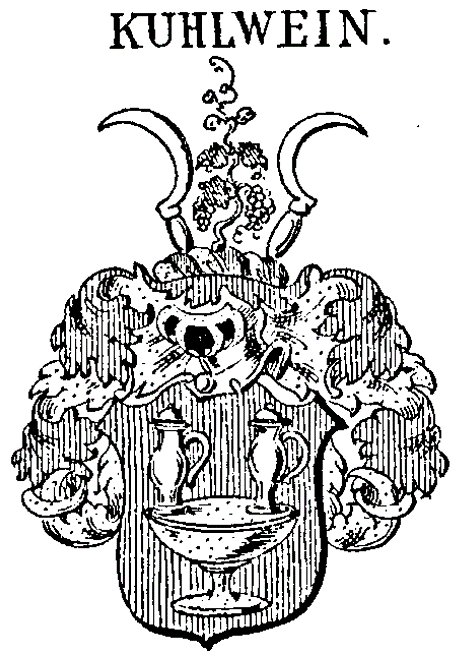
Alternative Darstellung des Wappens derer von „Kuhlwein“ bei Johann Siebmacher (1900)
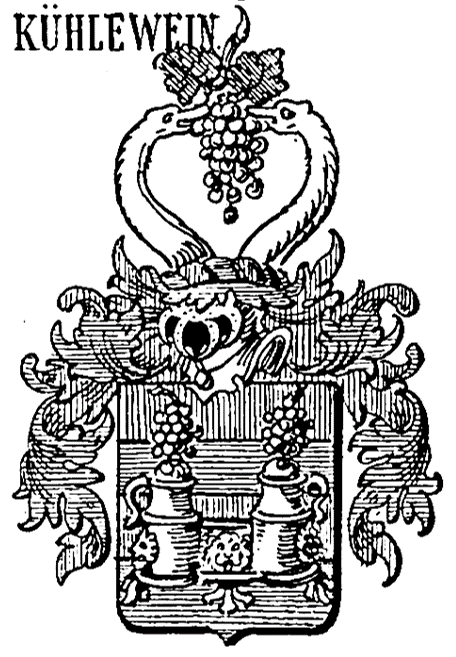
Alternative Darstellung des Wappens derer von Kühlewein bei Johann Siebmacher (1907)

- Blasonierung des vermehrten Wappens von 1705: Von Blau und Rot gevierter Schild, in Feld 1 ein geharnischter Arm mit einem Fähnlein, in Feld 2 ein silberner Schwan mit einer Traube im Schnabel, in Feld 3 ein gekrönter goldener Löwenkopf und in Feld 4 drei (2:1) goldene Kugeln. Auf dem Helm der Schwan wie im Schild. Die Helmdecken sind rot-blau.[5]

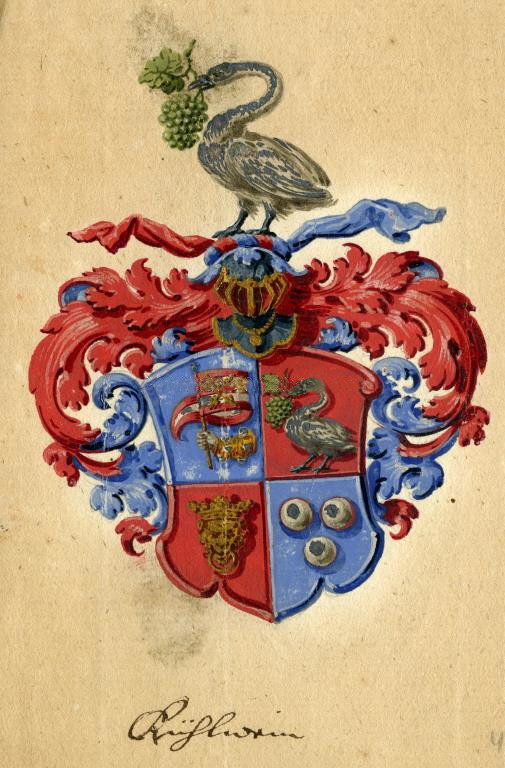
Vermehrtes Wappen derer von Kühlwein von 1705
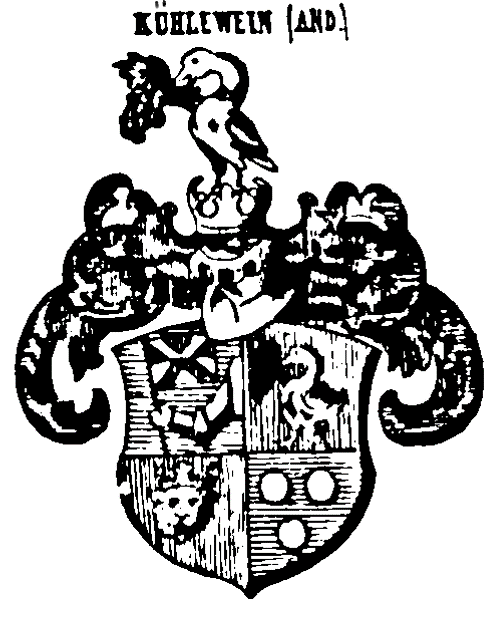
Vermehrtes Wappen derer von Kühlewein bei Johann Siebmacher (1858)
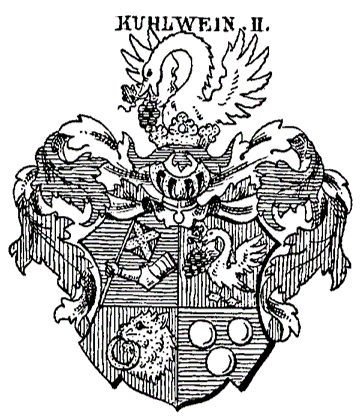
Vermehrtes Wappen derer von Kühlwein bei Johann Siebmacher (1878)